# Улица Дионисия Ареопагита
Улица Дионисия Ареопагита (греч. Οδός Διονυσίου Αρεοπαγίτου) — пешеходная улица, расположенная в афинском районе Макрияни и примыкающая к южной части афинского Акрополя. Названа в честь христианского святого Дионисия, первого крещёного жителя Афин и ученика Апостола Павла. Протянута с востока на запад, начинается на перекрёстке с проспектом Амалии у арки Адриана и заканчивается у памятника Филопаппу, где переходит уже в улицу Апостола Павла, остальную часть пешеходной зоны, которая расположена вокруг Акрополя и афинской агоры.
Улица впервые была проложена в 1857 году немного севернее, чем сейчас, аккурат рядом с Одеоном Герода Аттика. В 1955 году архитектор Димитрис Пикионис, который занимался разработкой системы дорог в афинском Акрополе, переделал улицу и изменил её местоположение, с 2003 года она является чисто пешеходной

## Сооружения и памятники
В начале улицы у проспекта Амалии по обе её стороны находятся здания. Однако после перекрёстка с улицей Макрияни на северной стороне уже почти не оказывается зданий — к северу располагается археологическая стоянка Акрополь. Рядом находится вход в Театр Диониса. На южной стороне находится Музей Акрополя, а также жилой район с многоквартирными и отдельными жилыми домами. У окончания улицы находится выход на Одеон Герода Аттика, а центральная часть улицы проходит на том месте, где когда-то стоял дом Прокла Диадоха.

## Известные жители улицы
- Вангелис (Вангелис Папафанасиу), композитор — владел зданием, построенным в духе неоклассицизма у Музея Акрополя, которое чуть не снесли во время строительства музея.
- Константинос Партенис, художник — его дом был снесён после кончины в 1967 году.
- Акис Цохадзопулос, политик — стал объектом скандала в связи с тем, что в 2010 году его жена приобрела дом на улице Дионисия Ареопагита с использованием офшорной компании.
- Ксенофон Золотас, экономист и временно исполнявший обязанности премьер-министра Греции[1].